# Lestodiplosis fimbripetalis
Lestodiplosis fimbripetalis är en tvåvingeart som beskrevs av Fedotova 2003. Lestodiplosis fimbripetalis ingår i släktet Lestodiplosis och familjen gallmyggor. Inga underarter finns listade i Catalogue of Life.